# Nowa Sokołówka
Nowa Sokołówka (niem. Neu Falkenhain) – nieoficjalna część miasta Polanica-Zdrój w Polsce, położona w województwie dolnośląskim, w powiecie kłodzkim.

## Położenie
Nowa Sokołówka to południowo-zachodnia część Polanicy-Zdroju leżąca u północno-wschodniego podnóża Gór Bystrzyckich, w Rowie Górnej Nysy, na wysokości około 390–440 m n.p.m.

## Podział administracyjny
W latach 1975–1998 miejscowość administracyjnie należała do województwa wałbrzyskiego.

## Historia
Nowa Sokołówka powstała w końcu XIX wieku jako kolonia Sokołówki pod nazwą Neu Falkenhain (Nowy Sokoli Gaj). Wieś rozwinęła się po wybudowaniu linii kolejowej z Kłodzka w 1892 roku, kiedy to zaczęto budować tu pensjonaty i ośrodki wczasowe. Od 1973 roku miejscowość znalazła się w granicach Polanicy-Zdroju. W 1989 roku zbudowano tu kościół parafialny pw. Matki Bożej Królowej Pokoju.

## Zabytki
Na terenie Nowej Sokołówki zachowało się sporo domów mieszkalnych i pensjonatów z XIX i XX wieku, niektóre z nich mają cechy secesji.

## Szlaki turystyczne
Przez Nową Sokołówkę prowadzą dwa szlaki turystyczne:
- z Polanicy-Zdroju na Zieleniec,
- z Polanicy-Zdroju do Bystrzycy Kłodzkiej.